# Paul Lehmann
Paul Lehmann (født 13. juli 1884 i Braunschweig, død 4. januar 1964 i München) var en tysk filolog.
Lehmann studerede ved universitetet i Göttingen. Han beskæftigede sig livet igennem med studier af middelalderlige bibliotekskataloger. I 1913 giftede han sig med en datter af professor Ludwig Viereck. Fra 1953 til sin død var han medlem af centralledelsen af Monumenta Germaniae Historica, hvis opgave det er at gøre kilder fra middelalderen tilgængelige for forskning.

## Værker (udvalg)
- Franciscus Modius (1908)
- Mittelalterliche Bibliothekskataloge Deutschlands und der Schweiz (1918 ff.)
- Die Parodie im Mittelalter (1963)
- Das literarische Bild Karls des Großen vornehmlich im lateinischen Schrifttum des Mittelalters (1934)
- Geschichte der Fuggerbibliotheken (1956/60, 2 bind)
- Pseudoantike Literatur (1927)
- Gesta Ernesti ducis (1927)
- Judas Ischarioth (1930)
- Skandinavische Reisefrüchte (1935/39)

Note
1. ↑  Oplysning fra den tyske side om instituttet, Monumenta Germaniae Historica